# Liste der Naturdenkmäler im Bezirk Gmunden
Die Liste der Naturdenkmäler im Bezirk Gmunden listet die 80 als Naturdenkmal ausgewiesenen Objekte im Bezirk Gmunden im Bundesland Oberösterreich auf.

## Naturdenkmäler
| Foto |                 | Name                                           | ID    | Standort | Beschreibung | Fläche | Datum      |
| ---- | --------------- | ---------------------------------------------- | ----- | --- | --- | ------ | ---------- |
| 1    | Datei hochladen | „Kessel“ (Riesen-Karstquelle)                  | nd117 | Hallstatt KG: Hallstatt GrStNr: 391; 372/22; 373/25 Standort                                                         | Die Quelle (Katasternummer 1546/2) liegt an der Hallstätter Landesstraße rund 1,5 km von Hallstatt in Richtung Obertraun entfernt. Der Felskessel der Karstquelle ist 10 m lang und bis zu 6 m breit und wassergefüllt. |        | 30.11.1978 |
| 1    | Datei hochladen | 1000jährige Linde                              | nd137 | Bad Ischl KG: Bad Ischl GrStNr: 602 Standort                                                                         | Die Sommer-Linde (Tilia platyphyllos) steht am rechten Traunufer rund 40 m vor der alten Traunbrücke, südlich der Lindenvilla. Sie wies zum Zeitpunkt der Unterschutzstellung einen Umfang von 5,45 m (in einem Meter Höhe gemessen), einen Kronendurchmesser von 14 m und eine Höhe von 20 m auf. Ihr Alter wurde auf 400 bis 500 Jahre geschätzt. |        | 18.12.1980 |
| 1    | Datei hochladen | 2 alte Eiben                                   | nd135 | Ebensee KG: Oberlangbath GrStNr: 181/1 Standort                                                                      | Die beiden Europäischen Eiben (Taxus baccata) stehen bei der Schiffsanlegestelle Ebensee (Bahnhof Ebensee Landeplatz) auf dem Gelände eines Spielplatzes. Sie wiesen zum Zeitpunkt der Unterschutzstellung einen Stammumfang von 1,9 bzw. 1,6 m und wurden auf ein Alter von 200 Jahren geschätzt. |        | 30.06.1980 |
| 1    | Datei hochladen | Kapellenlinde                                  | nd477 | Ebensee KG: Ebensee GrStNr: 386/14 Standort                                                                          | Die beiden nicht näher bestimmten Linden stehen neben der alten Traunstraße vor dem Sägewerk Steinkogler neben einer Kapelle. Sie wiesen zum Zeitpunkt der Unterschutzstellung einen Umfang von 3,1 bzw. 3,3 m (gemessen in einem Meter Höhe), einen gemeinsamen Kronendurchmesser von 27 m und eine Höhe von je 28 m auf. |        | 19.11.1991 |
| 1    | Datei hochladen | 2 Linden in der Theresientalstraße in Gmunden  | nd632 | Gmunden KG: Ort-Gmunden GrStNr: .75/3; 320/5 Standort                                                                | Die beiden Winter-Linden (Tilia cordata) befinden sich in der Parkanlage des Hauses Theresientalstraße Nr. 77 sowie gegenüber. Sie wiesen zum Zeitpunkt der Unterschutzstellung einen Umfang von 3,65 bzw. 3,95 m (gemessen in einem Meter Höhe), einen gemeinsamen Kronendurchmesser von 17 bzw. 18 m und eine Höhe von je rund 22 m auf. Das Alter wurde auf rund 150 Jahre geschätzt. |        | 11.09.2003 |
| 1    | Datei hochladen | 2 Stieleichen                                  | nd062 | Altmünster KG: Eben GrStNr: 47/1; 60/2 Standort                                                                      | Die beiden Stieleichen (Quercus robur) stehen auf einer Wiese südwestlich der Villa „Traunblick“ in Altmünster. Die Eichen wiesen zum Zeitpunkt der Unterschutzstellung einen Umfang von 4,2 m in Brusthöhe auf. |        | 02.02.1972 |
| 1    | Datei hochladen | 3 Eiben                                        | nd408 | St. Wolfgang im Salzkammergut, Markt 173 KG: St. Wolfgang GrStNr: 120/2 Standort                                     | Die drei Eiben (Taxus baccata) werden auf ein Alter von 200 bis 250 Jahren geschätzt und wiesen zum Zeitpunkt der Unterschutzstellung in einer Höhe von 1,5 Metern einen Umfang von 1,5 bis 1,7 Metern und einen Stammdurchmesser von 0,47 bis 0,54 Metern auf. Der Kronendurchmesser betrug 6 bis 10 Meter, die Höhe wurde auf 13 bis 15 Meter geschätzt. |        | 06.03.1990 |
| 1    | Datei hochladen | 3 Winterlinden                                 | nd260 | Altmünster KG: Ort-Altmünster GrStNr: 617; 620 Standort                                                              | Zwei der drei Sommer-Linden sind mindestens 500 Jahre alt. Die dritte wird auf ein Alter von 200 Jahren geschätzt. Die größte der drei Bäume hatte zum Zeitpunkt der Unterschutzstellung einen Umfang von 5,9 m und eine Höhe von 20 m. |        | 18.04.1984 |
| 1    | Datei hochladen | 3 Linden                                       | nd510 | Bad Ischl KG: Reiterndorf GrStNr: 236/2 Standort                                                                     | Zwei dieser Sommer-Linden unbekannten Alters stehen beieinander auf einem Gartengrundstück, die dritte ist etwa 50 m entfernt. Die Bäume wurden wegen ihres landschaftsprägenden Charakters unter Schutz gestellt. |        | 02.04.1993 |
| 1    | Datei hochladen | 13 Rotbuchen im Rauhgarten                     | nd167 | Bad Ischl KG: Kaltenbach GrStNr: 206/6 Standort                                                                      | Der Rauhgarten ist ein parkähnliches Gelände westlich von Bad Ischl. Auf dem Gelände befinden sich mehrere Baumgruppen. Eine davon ist kreisförmig angeordnet und besteht aus 13 einzelnen Rotbuchen. |        | 15.09.1981 |
| 0 BW | Datei hochladen | Bergahorn                                      | nd425 | St. Wolfgang im Salzkammergut KG: St. Wolfgang GrStNr: 242/1 Standort                                                | Der ca. 200 bis 250 Jahre alte Berg-Ahorn wurde 1990 unter Naturschutz gestellt. Der Baum hatte damals einen Umfang von 5,3 m und eine Höhe von 33 m. |        | 21.11.1990 |
| 1    | Datei hochladen | Bergahorn und 2 Eichen                         | nd405 | St. Wolfgang im Salzkammergut KG: St. Wolfgang GrStNr: 134/2 Standort                                                | Die Gruppe bestehend aus zwei Stieleichen und einem Berg-Ahorn. Die Eichen dürften ca. 350 Jahre alt sein, der Bergahorn wird auf etwa 150 Jahre geschätzt. Der Berg-Ahorn hatte bei der Unterschutzstellung einen Umfang von 1,5 m und eine Höhe von 30 m. Die beiden Eichen hatte 1,35 m beziehungsweise 4,1 m Stammumfang. Sie bilden zusammen eine Krone mit einer Höhe von 32 m. |        | 23.01.1990 |
| 1    | Datei hochladen | Bergulme                                       | nd139 | Ebensee KG: Oberlangbath GrStNr: 256/1 Standort                                                                      | Die Bergulme ist seit 1980 per Bescheid der oberösterreichischen Landesregierung geschützt. Sie steht am Rande des Parkplatzes bei den Langbathseen. |        | 18.12.1980 |
| 1    | Datei hochladen | Bergulme                                       | nd147 | Gosau KG: Gosau GrStNr: 206/4 Standort                                                                               | Bei der Forstverwaltung in Gosau steht eine Bergulme mit einer Höhe von 27 m. Sie ist eines der größten Exemplare dieser seltenen Art in Oberösterreich. |        | 18.12.1980 |
| 1    | Datei hochladen | Blutbuche                                      | nd097 | Gmunden KG: Gmunden GrStNr: 95/10 Standort                                                                           | Die ca. 130 Jahre alte Blutbuche steht in der Anton-von-Satori-Straße in Gmunden neben der denkmalgeschützten ehemaligen Veranstaltungshalle. Sie gehört zur Sorte Fagus silvatica atropunicea und wurde wegen der Lage, Beschaffenheit und des typischen Aussehens unter Schutz gestellt. |        | 08.06.1977 |
| 1    | Datei hochladen | Blutbuche                                      | nd148 | Gosau KG: Gosau GrStNr: 206/4 Standort                                                                               | Die Blutbuche steht in der Nähe der Forstverwaltung in Gosau. Der Baum wurde wegen seiner Lage und der ausgeprägten Kugelform der Krone unter Schutz gestellt. |        | 18.12.1980 |
| 1    | Datei hochladen | Blutbuche                                      | nd216 | Gmunden KG: Ort-Gmunden GrStNr: 176/1 Standort                                                                       | Die Gruppe steht nördlich des Krankenhauses von Gmunden und besteht aus zwei Exemplaren der Rotbuchensorte Fagus silvatica atropunicea. Die Bäume haben eine gemeinsame Krone und sind ca. 30 m hoch. Der Durchmesser der Stämme wird mit etwa 3 m angegeben. |        | 27.09.1983 |
| 1    | Datei hochladen | Buche am Bäckerberg                            | nd662 | Scharnstein KG: Dorf GrStNr: 2351/3 Standort                                                                         | Diese Rotbuche (Fagus sylvatica) steht ziemlich abgelegen in einem Wald auf dem Bäckerberg in der Gemeinde Scharnstein. Sie dürfte ein Alter von ca. 250 Jahren haben. 2011 hatte sie einen Stammumfang von 5,3 m und eine Höhe von ca. 30 m. |        | 21.12.2011 |
| 1    | Datei hochladen | Buchmooslinden                                 | nd150 | Gmunden KG: Ort-Gmunden GrStNr: 423/1 Standort                                                                       | Die beiden ca. 170 Jahre alten Sommer-Linden stehen nebeneinander beim Buchmooshof, sind ca. 25 m hoch und bilden eine gemeinsame Krone. |        | 18.12.1980 |
| 1    | Datei hochladen | Dachstein-Mammuthöhle und Umgebung             | nd614 | Obertraun KG: Obertraun GrStNr: 471/1 Standort                                                                       | Die Dachstein-Mammuthöhle (Katasternummer 1547/9) wurde 1910 offiziell das erste Mal befahren. Es ist anzunehmen, dass die Höhle schon früher bekannt war. Sie ist im Sommer als Schauhöhle für Touristen geöffnet und kann von Obertraun mit der Dachstein Krippenstein-Seilbahn erreicht werden. Anmerkung: Ehemals unter gnd064 geschützt. |        | 1910       |
| 1    | Datei hochladen | Dachstein-Rieseneishöhle                       | nd597 | Obertraun KG: Obertraun GrStNr: 471/1 Standort                                                                       | Das offizielle Datum der Entdeckung der Dachstein-Rieseneishöhle (Katasternummer 1547/17) wird mit 17. Juli 1910 angegeben. Wahrscheinlich ist, dass Einheimische die Höhle schon früher kannten. Anmerkung: Ehemals unter gnd063 geschützt. |        | 17.07.1910 |
| 1    | Datei hochladen | Doppellinde in Hochbau                         | nd149 | Ohlsdorf KG: Ohlsdorf GrStNr: 131 Standort                                                                           | Die Sommer-Linde in der Ortschaft Hochbau steht neben einer Kapelle. Ihr Hauptstamm teilt sich in einer Höhe von ca. 3 m in zwei Stämme. Sie hat eine Gesamthöhe von ca. 30 m, ist weithin sichtbar und ist wegen ihres Wuchses ein einmaliges Exemplar ihrer Art. |        | 18.12.1980 |
| 1    | Datei hochladen | Dorfeibe                                       | nd145 | Obertraun KG: Obertraun GrStNr: .100; 185/3 Standort                                                                 | Die Eibe ist ca. 200 Jahre alt und ist für Obertraun ein Dorfdenkmal. Sie hatte bei der Unterschutzstellung einen Umfang von 136 cm und eine Höhe von ca. 10 m. |        | 18.12.1980 |
| 1    | Datei hochladen | Eibe                                           | nd038 | Ebensee KG: Oberlangbath GrStNr: 171 Standort                                                                        | Diese Eibe steht auf einem privaten Grundstück hinter der Friedhofsmauer in der Nähe der Pfarrkirche von Ebensee und ist nicht öffentlich zugänglich. |        | 15.06.1965 |
| 1    | Datei hochladen | Eibe                                           | nd437 | Hallstatt KG: Hallstatt GrStNr: 89/2 Standort                                                                        | Am Anlegeplatz in Hallstatt, in der Nähe der Pfarrkirche, steht eine seit 1991 geschützte Eibe. Mit einem Stammumfang von mehr als 2,6 m und einer Höhe von ca. 15 m ist sie prägend für das Landschaftsbild von Hallstatt. |        | 04.03.1991 |
| 1    | Datei hochladen | Eibe (Taxus baccata)                           | nd015 | Bad Goisern am Hallstättersee KG: Obersee GrStNr: 321/1; 321/3 Standort                                              | Auf einer freien Wiese in Obersee (Bad Goisern) stehend wurde dieser Baum 1960 zum Naturdenkmal erklärt. Die Eibe hatte damals einen Umfang von 2,1 m. |        | 22.07.1960 |
| 1    | Datei hochladen | Eibe bei der Pfarrkirche in Bad Goisern        | nd650 | Bad Goisern am Hallstättersee KG: Goisern GrStNr: 446; 535/3 Standort                                                | Das Alter der Eibe neben der Bad Goiserer Pfarrkirche wird auf ca. 200 Jahre geschätzt. Sie ist ungefähr 15 m hoch und hatte 2006 einen Stammumfang von 2,25 m. |        | 04.08.2006 |
| 1    | Datei hochladen | Eibenmischwald am Johannisberg                 | nd353 | Traunkirchen KG: Traunkirchen GrStNr: 19; 20 Standort                                                                | Der geschützte Eibenmischwald befindet sich auf dem Johannesberg rund um die denkmalgeschützte Kapelle. Der Johannesberg besteht aus Jurakalk und bestimmt das Ortsbild von Traunkirchen. Der Wald hat einen Anteil an Eiben von ca. 80 % und bedeckt eine Fläche von mehr als einem Hektar. Neben den Eiben wachsen hier noch Rotbuchen, Eichen, Sommer-Linden und Ahornbäume. Mit 23. März 2007 erhielt die Firma T-Mobile Austria die Ausnahmegenehmigung für Grabungsarbeiten und die Verlegung einer Erdleitung auf dem Johannesberg. Der Grund dafür war die Errichtung einer Mobilfunkanlage im Turm der denkmalgeschützten Johanneskapelle. |        | 19.08.1986 |
| 1    | Datei hochladen | Esche am Siriuskogel in Bad Ischl              | nd639 | Bad Ischl KG: Reiterndorf GrStNr: 325/8 Standort                                                                     | Die ca. 150 Jahre alte Esche steht in einem Garten eines Privathauses beim Friedhof. Sie ist ca. 23 m hoch und hat einen Durchmesser von mehr als einem Meter. |        | 27.11.2003 |
| 1    | Datei hochladen | Felsblock aus Flyschsandstein                  | nd486 | Gmunden KG: Gmunden GrStNr: 99/3 Standort                                                                            | Auf einer Seehöhe von etwa 400 m tritt hier der Flyschkern des Gmundner Hochkogels zu Tage. Hier kam der Traungletscher der Würm-Kaltzeit zum Stillstand und das Grundgestein wurde nur gering überschüttet. Der etwa 10 m² große Aufschluss ist eine geologische Rarität von besonderem wissenschaftlichen Wert. |        | 18.11.1992 |
| 0 BW | Datei hochladen | Gasselniedernhöhle                             | nd601 | Gmunden KG: Traunstein GrStNr: 187/1 Standort                                                                        | Die Gasselniedernhöhle (Katasternummer 1618/1) befindet sich auf der Nordseite des Gasselkogels auf dem Gemeindegebiet von Gmunden.Anmerkung: Die Koordinatenangabe ist nur grundstücksgenau und entspricht nicht der tatsächlichen Lage der Höhle. |        |            |
| 1    | Datei hochladen | Gasseltropfsteinhöhle                          | nd599 | Ebensee KG: Ebensee GrStNr: 616/263 Standort                                                                         | Die Gasselhöhle (Katasternummer 1618/3) ist als Schauhöhle mit einem Höhlenführer von ca. Anfang Mai bis ca. Mitte September zugänglich. |        |            |
| 1    | Datei hochladen | Ginkgobaum bei der BBK Gmunden                 | nd519 | Gmunden KG: Traundorf GrStNr: 104/5; 104/9 Standort                                                                  | Der Ginkgo bei der Bezirksbauernkammer in Gmunden wurde 1993 als Naturdenkmal festgestellt. |        | 16.11.1993 |
| 1    | Datei hochladen | Gletscherschliff                               | nd211 | Ebensee KG: Ebensee GrStNr: 603/2 Standort                                                                           | In einer ehemaligen Schottergrube am Nordrand von Rindbach befindet sich eine ca. 500 m² große glattgeschliffene Fläche aus Hirlatzkalk. Der Traungletscher schuf diese Fläche 70000 bis 10000 Jahre vor unserer Zeit. |        | 13.09.1983 |
| 1    | Datei hochladen | Gsanglinde in Viechtwang                       | nd143 | Scharnstein KG: Viechtwang GrStNr: 193; 196/1 Standort                                                               | Die ca. 30 m hohe Gsanglinde steht am Rande einer Wiese oberhalb von Viechtwang. Sie hat unten einen Umfang von mehr als 5 Metern und teilt sich in ca. 2 m Höhe in 10 Stämme. Die Linde ist ein Aussichtspunkt und Ziel für Spaziergänger. |        | 18.12.1980 |
| 1    | Datei hochladen | Hausbaumlinde                                  | nd134 | Altmünster KG: Ebenzweier GrStNr: 14 Standort                                                                        | Die Sommer-Linde an der Bahnunterführung der Gmundner Bezirksstraße hatte bei der im Jahre 1980 erfolgten Unterschutzstellung eine Höhe von etwa 27 m und einen Umfang von 5 m. |        | 29.08.1980 |
| 1    | Datei hochladen | Hauslinde in Großreith                         | nd482 | Ohlsdorf KG: Hafendorf GrStNr: 952 Standort                                                                          | Die Winterlinde in Großreith ist nach mündlicher Überlieferung an die 200 Jahre alt. Der 27 m hohe Baum ist weithin sichtbar und überragt alle Gebäude in seiner Umgebung. |        | 01.04.1992 |
| 1    | Datei hochladen | Hexenstein oder Einsiedlerstein am Siriuskogel | nd184 | Bad Ischl KG: Reiterndorf GrStNr: 303 Standort                                                                       | Der Hexenstein oder Einsiedlerstein, am Siriuskogel ist ein Findling aus Dolomit, der vom Gletscher an seinen Standort verfrachtet wurde. Der Block ist ca. 5 m hoch und nimmt eine Fläche von ca. 50 m² ein. |        | 01.07.1983 |
| 1    | Datei hochladen | Hirlatzhöhle                                   | nd600 | Hallstatt Standort                                                                                                   | Die Hirlatzhöhle (Katasternummer 1546/7) ist die drittlängste der bekannten Höhlen in Österreich. Sie ist bis in eine Tiefe von 1560 m und in einer Länge von 112,9 km erforscht. (Stand 30. September 2018) |        | 1971       |
| 1    | Datei hochladen | Hochleckengroßhöhle                            | nd602 | Altmünster KG: Neukirchen GrStNr: 632/1 Standort                                                                     | Die Hochlecken-Großhöhle (Katasternummer 1567/29) befindet sich auf dem Gemeindegebiet von Altmünster und ist die längste bekannte Höhle im Höllengebirge. |        | 1969       |
| 1    | Datei hochladen | Kaltenbachteich                                | nd185 | Bad Ischl KG: Kaltenbach GrStNr: 306/1 Standort                                                                      | Der Kaltenbachteich in der Kaltenbachau ist ca. 200 m lang und hat eine mittlere Breite von ca. 10 m. Das Gewässer ist vermutlich ein Altarm der Traun. Am Ufer stehen Erlen und Weiden, im Übergangsbereich wachsen Binsen und Schilf. Das Biotop ist für Vögel und Amphibien von Bedeutung. |        | 05.07.1983 |
| 1    | Datei hochladen | Kapellen-Linde von Ruhsam                      | nd467 | Ohlsdorf KG: Ehrenfeld GrStNr: 1025/1 Standort                                                                       | Die beiden Linden hatten 1991 Stammumfänge von 2,3 m beziehungsweise 2,9 m. Sie stehen eng beisammen und ihre gemeinsame Krone hat eine Höhe von 27 m. Die bemerkenswerte Gruppe dürfte ein Alter von ca. 120 Jahren haben und ist weithin sichtbar. 2018 ist nur noch eine der beiden Linden vorhanden. |        | 01.10.1991 |
| 0 BW | Datei hochladen | Karlgrabenhöhle                                | nd615 | Standort | Die Karlgrabenhöhle (Katasternummer 1563/2) befindet sich im Hausergraben in Hallstatt. |        |            |
| 1    | Datei hochladen | Kirchenbauerlinde                              | nd144 | Scharnstein KG: Viechtwang GrStNr: 184/2 Standort                                                                    | Die Kirchenbauerlinde wurde ca. 1880 als Ersatz für eine früher dort stehende Linde gepflanzt. |        | 18.12.1980 |
| 0    | Datei hochladen | Kirchschlagerloch                              | nd621 | Obertraun GrStNr: 454/9; 449/2                                                                                       | Das Kirchschlagerloch (Katasternummer 1611/6) befindet sich in den südwestlichen Abbrüchen des Sarsteines. Es ist eine Schichtgrenzenhöhle in den Schichten innerhalb des Dachsteinkalkes. |        |            |
| 1    | Datei hochladen | Koppenbrüller Höhle                            | nd610 | Obertraun KG: Obertraun GrStNr: 473/12 Standort                                                                      | Die Koppenbrüllerhöhle (Katasternummer 1549/1) ist eine seit 1910 erschlossene Schauhöhle. |        | 1973       |
| 1    | Datei hochladen | Krottensee                                     | nd151 | Gmunden KG: Schlagen GrStNr: 229/1 Standort                                                                          | Der Krottensee ist ein Toteissee in einer Würmmoräne, ein eutropher Klarwassersee mit umfangreichen Verlandungsbeständen. |        | 18.12.1980 |
| 0    | Datei hochladen | Langwandhöhle                                  | nd657 | Bad Ischl KG: Rettenbach GrStNr: 487/1; 491/1                                                                        | Die Langwandhöhle (Katasternummer 1616/67) wurde 2005 entdeckt und 2009 aufgrund des reichen Tropfsteinschmucks per Bescheid als Naturdenkmal festgestellt. Sie liegt in einem abgelegenen Gebiet der Hohen Schrott (1839 m) im Toten Gebirge. Es handelt sich um eine typische Karsthöhle dieser Region. Die Höhle wurde zur besonders geschützten Höhle erklärt. |        | 2009       |
| 1    | Datei hochladen | Linde                                          | nd493 | Scharnstein KG: Dorf GrStNr: 2065/2 Standort                                                                         | Die Sommer-Linde neben dem Haus Bäckerberg 8 in Scharnstein ist landschaftsprägend und dient als Brutplatz für Vögel. Zum Zeitpunkt der Unterschutzstellung hatte sie eine Höhe von ca. 27 m und einen Stammumfang von 5,3 m. |        | 18.12.1992 |
| 1    | Datei hochladen | Linde auf der Bäckerschlag-Alm                 | nd448 | Grünau im Almtal KG: Grünau GrStNr: 868/1 Standort                                                                   | Die Winter-Linde (Tilia cordata) auf der Bäckerschlagalm in Grünau fiel 1991, dem Zeitpunkt der Unterschutzstellung, durch ihre schöne Form und ihre Höhe von ca. 30 m auf. Mittlerweile ist einer der Hauptäste abgebrochen und der Baum sieht nun etwas schief aus. Die Linde steht auf ca. 740 m Seehöhe auf einer touristisch eher wenig begangenen Almfläche. |        | 04.03.1991 |
| 1    | Datei hochladen | Linde beim Blumauer in Scharnstein             | nd652 | Scharnstein KG: Viechtwang GrStNr: 925/3 Standort                                                                    | Diese Winterlinde steht auf einer parkähnlichen Freifläche hinter einem Haus und ist wegen der hohen Hecken, die das Anwesen in der Grubbachstraße in Scharnstein umgeben, nur schwer einsehbar. Sie hat eine Höhe von ca. 25 m und einen Stammumfang von ca. 6 m. |        | 27.08.2007 |
| 1    | Datei hochladen | Linde in Bachgasse                             | nd529 | Bad Ischl KG: Reiterndorf GrStNr: 116/2 Standort                                                                     | Die Sommer-Linde hatte 1994 einen Stammumfang von 3,1 m und eine Höhe von ca. 26 m. Der Stamm teilt sich in etwa 4 m Höhe in mehrere Hauptäste die zusammen eine schöne Krone bilden. |        | 12.04.1994 |
| 0    | Datei hochladen | Mittagskogelhöhle                              | nd616 | Obertraun KG: Obertraun GrStNr: 471/1                                                                                | Die Mittagskogelhöhle (Katasternummer 1547/68) ist eine der zahlreichen Höhlen die sich auf dem ca. 62,8 km² großen Grundstück 471/1 der Katastral- und Ortsgemeinde Obertraun befinden. Der Schutz bezieht sich nicht nur auf die Höhle, sondern auch auf den Bereich im Umkreis von 35 m um die Höhle, sowie auf das Areal der Doline „M1“. |        |            |
| 0    | Datei hochladen | Mörkhöhle auf der Schönbergalpe                | nd603 | Obertraun KG: Obertraun GrStNr: 471/1                                                                                | Die Mörkhöhle (Katasternummer 1547/12) ist eine der zahlreichen Höhlen die sich auf dem ca. 62,8 km² großen Grundstück 471/1 der Katastral- und Ortsgemeinde Obertraun befinden. |        |            |
| 0 BW | Datei hochladen | Mortonhöhle bei der Schönbergalpe              | nd611 | Obertraun KG: Obertraun GrStNr: 472/144 Standort                                                                     | Der Eingang zur Mortonhöhle (Katasternummer 1547/8) befindet sich in der Ostwand des Mittagskogels in der Nähe der Schönbergalpe in Obertraun. Die domartige Klufträume im Eingangsbereich sind durch Abbrüche und Schluchten verbunden. Der anschließende lange Gang durchquert den Mittagskogel. An mehreren Stellen konnten Skelettteile und Tierknochen gefunden werden. Die Höhle hat eine Verbindung zur Dachstein-Mammuthöhle und ist nach dem Botaniker und Höhlenforscher Friedrich Morton benannt. |        | 25.02.1970 |
| 1    | Datei hochladen | Mostbaumallee                                  | nd457 | Bad Goisern am Hallstättersee KG: Goisern GrStNr: 347/6; 347/8; 347/9; 347/10; 347/13; 347/14; 347/15;532/2 Standort | Die Allee bestand 1989 aus 36 Bäumen der Mostbirne (Pyrus pyraster) von denen 24 als Naturdenkmal festgestellt wurden. |        | 19.06.1989 |
| 0 BW | Datei hochladen | Obere Brandgrabenhöhle                         | nd624 | Hallstatt KG: Hallstatt GrStNr: 399/1 Standort                                                                       | Die Obere Brandgrabenhöhle (Katasternummer 1546/6) ist eine aktive Wasserhöhle mit Seen und Siphonen. Die jeweilige Wasserführung bestimmt die Begehbarkeit der Höhle. |        | 14.01.1971 |
| 0    | Datei hochladen | Oedlhöhle bei der Schönbergalpe                | nd604 | Obertraun KG: Obertraun GrStNr: 471/1                                                                                | Die Oedlhöhle (Katasternummer 1547/9d) befindet sich im Westteil der Schönbergalpe in Obertraun und ist eine der zahlreichen Höhlen die sich auf dem ca. 62,8 km² großen Grundstück 471/1 der Katastral- und Ortsgemeinde Obertraun befinden. |        |            |
| 0    | Datei hochladen | Östliche Almberg-Eishöhle                      | nd622 | Obertraun KG: Obertraun GrStNr: 471/1                                                                                | Die Östliche Almberg-Eishöhle (Katasternummer 1547/34) befindet sich zwischen Almberg und Hirschberg und ist eine der zahlreichen Höhlen die sich auf dem ca. 62,8 km² großen Grundstück 471/1 der Katastral- und Ortsgemeinde Obertraun befinden. |        |            |
| 1    | Datei hochladen | Platane                                        | nd205 | Gmunden KG: Ort-Gmunden GrStNr: 176/5 Standort                                                                       | Die Platane (Platanus hispanica) steht beim Landeskrankenhaus Gmunden in der Anton-von-Satori-Straße. Sie hat einen Stammumfang von 2,6 m und eine Höhe von ca. 10 m |        |            |
| 1    | Datei hochladen | Riesenkarstquelle „Hirschbrunn“                | nd118 | Hallstatt KG: Hallstatt GrStNr: 378 Standort                                                                         | Die Riesenkarsthöhle Hirschbrunn (Katasternummer 1546/1) ist eine hauptsächlich bei Schneeschmelze aktive Quelle. Da das Schmelzwasser etwa 5 Stunden zum Durchfließen des Höhlensystem braucht, ist die Quelle meistens erst nach Mittag aktiv. Das Wasser fällt dann aus einer Höhe von mehr als 30 m in den Hallstätter See. Der Wasserlauf ist stark verwachsen und daher kaum zugänglich. |        |            |
| 1    | Datei hochladen | Rindbachfälle                                  | nd194 | Ebensee KG: Ebensee GrStNr: 734/19 Standort                                                                          | Die Rindbachfälle sind ca. 20 Minuten von der Ortschaft Rindbach entfernt. Der Wildbach fällt hier in mehreren Stufen in das tief eingekerbte Tal. Ein Wanderweg führt zu den Fällen, jedoch hat ein Unwetter im Jahre 2013 einige Stege und Treppen, die an den Fällen vorbeiführten, weggespült. |        |            |
| 1    | Datei hochladen | Rötelseehöhle                                  | nd605 | Gmunden KG: Traunstein GrStNr: 187/1 Standort                                                                        | Der Rötelsee (Katasternummer 1618/1) ist ein unterirdischer See im Rötelspitz, einem Berg am Rande des Traunsees. Ein Steig mit Seilsicherung führt zur Höhle hinauf (2011). |        |            |
| 1    | Datei hochladen | Rotföhre in der OKA Siedlung                   | nd223 | Gmunden KG: Ort-Gmunden GrStNr: 197/35 Standort                                                                      | Die Rotföhre (Pinus sylvestris) hatte 1983 eine Höhe von ca. 27 m und einen Stammumfang von 2,36 m. Sie steht in einer Wohnsiedlung in der Lindenstraße in Gmunden. |        | 10.11.1983 |
| 1    | Datei hochladen | Schlosslinden                                  | nd142 | Scharnstein KG: Viechtwang GrStNr: .214 Standort                                                                     | 1777, anlässlich der 1000-Jahr-Feier des Stiftes Kremsmünster wurden im Schlosshof von Scharnstein 6 Sommer-Linden angepflanzt. Bei der Unterschutzstellung im Jahre 1980 waren noch fünf dieser Bäumen vorhanden. |        | 18.12.1980 |
| 0 BW | Datei hochladen | Schönbergalpe                                  | nd607 | Obertraun GrStNr: 472/146; 192/47; .336 (.355; 471/1; 472/144; 472/159) Standort                                     | Das Karstgebiet um das Schönberghaus ist ein Naturdenkmal. |        |            |
| 1    | Datei hochladen | Schul-Linde in Gosau                           | nd403 | Gosau KG: Gosau GrStNr: 393 Standort                                                                                 | Diese Sommer-Linde steht ca. 50 m südwestlich der evangelischen Kirche von Gosau. Sie dürfte um 1790 gepflanzt worden sein und hatte bei der Feststellung als Naturdenkmal einen Umfang von 3,7 m und eine Höhe von etwa 21 m. |        | 17.01.1990 |
| 1    | Datei hochladen | Sommerlinde                                    | nd160 | Scharnstein KG: Dorf GrStNr: 1896/1 Standort                                                                         | Die Sommer-Linde am Südhang des Hacklbergs in Viechtwang (Scharnstein) ist eine der mächtigsten Linden Oberösterreichs. Sie hatte bei der Unterschutzstellung bei einer Höhe von ca. 21 m einen Stammumfang von 6,4 m. Ab einer Höhe von ca. 3 m teilt sie sich in 18 Hauptäste die eine kugelförmige Krone formen. Da sie tief im Wald steht, ist vom Tal aus nur ein Teil der Krone sichtbar. |        | 06.03.1981 |
| 1    | Datei hochladen | Sommerlinde                                    | nd404 | St. Wolfgang im Salzkammergut KG: St. Wolfgang GrStNr: 134/1 Standort                                                | Die ungefähr 200 Jahre alte Sommer-Linde hatte 1990 eine Höhe von etwa 31 m und einen Stammdurchmesser von 1,06 m. Sie steht an der Trasse der Schafbergbahn kurz bevor diese die Landesgrenze zu Salzburg überquert. |        | 23.01.1990 |
| 1    | Datei hochladen | Sommerlinde                                    | nd406 | St. Wolfgang im Salzkammergut KG: St. Wolfgang GrStNr: 26/2 Standort                                                 | Kurz vor dem Parkplatz 3/Zentrum von St. Wolfgang im Salzkammergut steht auf einem Privatgrundstück eine ca. 250 Jahre alte Sommer-Linde. Bei ihrer Unterschutzstellung wies sie eine Höhe von ca. 27 m und einen Stammdurchmesser von 1,3 m auf. |        | 01.02.1990 |
| 1    | Datei hochladen | Sommerlinde bei Kogl                           | nd246 | Kirchham KG: Kogl GrStNr: 413 Standort                                                                               | Diese Sommer-Linde befindet sich auf einer Höhe von ungefähr 700 m neben dem Bauernhof Kogl 12 in der Gemeinde Kirchham. Mit einem Stammumfang von 8,3 m und einer Höhe von ca. 22 m gehört sie zu den mächtigsten Linden Oberösterreichs. |        | 16.04.1984 |
| 1    | Datei hochladen | Sommerlinde in der Lahn                        | nd648 | Grünau im Almtal KG: Grünau GrStNr: 1178/1 Standort                                                                  | Das Alter der Sommer-Linde in der Lahn wird auf etwa 400 Jahre geschätzt. Sie hat eine sehr weit ausladenden Krone mit einem Durchmesser von ungefähr 22 m, eine Höhe von ca. 25 m und einen Umfang von 6,5 m. |        | 01.12.2005 |
| 1    | Datei hochladen | Sterzen’s Abendsitz – 6 Linden                 | nd138 | Bad Ischl KG: Reiterndorf GrStNr: 259/1 Standort                                                                     | Von den 1980 per Bescheid geschützten sieben Sommer-Linden sind 2014 noch sechs vorhanden. Die Bäume stehen auf einem Moränenhügel und sind im Kreis um ein Plateau mit Sitzplätzen angeordnet. Sie haben einen durchschnittlichen Stammumfang von 2,2 m und eine gemeinsame Krone mit einem Durchmesser von ca. 22 m. |        | 18.12.1980 |
| 1    | Datei hochladen | Stieleiche im Satoripark                       | nd206 | Gmunden KG: Ort-Gmunden GrStNr: 176/1 Standort                                                                       | Die Stieleiche ist ein Rest des ehemaligen Satoriparks in Gmunden. 1983 hatte sie eine Höhe von ca. 18 m und einen Umfang von 2,43 m. |        | 13.09.1983 |
| 1    | Datei hochladen | Tausendjährige Linde von Eisengattern          | nd168 | Kirchham KG: Krottendorf GrStNr: 293/9 Standort                                                                      | Die Sommer-Linde in Eisengattern ist jedenfalls mehr als 800 Jahre alt. Sie steht neben dem Gasthaus „Wirt zu Eisengattern“ und hat einen Stammumfang von 13,6 m. Ab einer Höhe von ungefähr drei Metern verzweigt sich der Stamm in 5 Hauptäste die eine Krone von etwa 15 m Durchmesser bilden. Vor langer Zeit wurde in den Stamm ein Loch geschnitten. Die Höhlung kann über eine kurze Treppe betreten werden. |        | 28.10.1981 |
| 1    | Datei hochladen | Teufelsloch bei der Schönbergalpe              | nd609 | Obertraun KG: Obertraun GrStNr: 471/1 Standort                                                                       | Das Teufelsloch (Katasternummer 1547/23) ist eine ca. 150 m lange Durchgangshöhle und heute Teil der Dachstein-Mammuthöhle. Es ist eine der zahlreichen Höhlen die sich auf dem ca. 62,8 km² großen Grundstück 471/1 der Katastral- und Ortsgemeinde Obertraun befinden. |        |            |
| 0 BW | Datei hochladen | Thuje                                          | nd203 | Gmunden KG: Ort-Gmunden GrStNr: 176/5 Standort                                                                       | Die Thuja ist ein Rest des ehemaligen Satoriparks in Gmunden. 1983 hatte sie eine Höhe von ca. 18 m und einen Umfang von 2,2 m. |        | 13.09.1983 |
| 0 BW | Datei hochladen | Tropfsteinhöhle im Hangenden Kogel             | nd619 | Ebensee GrStNr: 678/1 Standort                                                                                       | Die Höhle (Katasternummer 1626/16) befindet sich in den nördlichen Abbrüchen des Hangenden Kogels (1895 m) auf etwas mehr als 1500 m Seehöhe in unwegsamem Gelände. |        |            |
| 0    | Datei hochladen | Westliche Almberg-Eishöhle                     | nd623 | Obertraun KG: Obertraun GrStNr: 471/1                                                                                | Die Westliche Almberg-Eishöhle (Katasternummer 1547/39) ist eine der zahlreichen Höhlen die sich auf dem ca. 62,8 km² großen Grundstück 471/1 der Katastral- und Ortsgemeinde Obertraun befinden. Außer der Höhle ist auch der Bereich im Umkreis von 50 m um den Eingang geschützt. |        |            |
| 1    | Datei hochladen | Zimmerbauerteich                               | nd146 | Altmünster KG: Ort-Altmünster GrStNr: 489/3; 500/2; 504/1 Standort                                                   | Der ca. 200 m² große Teich ist ein Toteisloch das am Ende der letzten Kaltzeit entstanden ist. Er wurde 1980 unter Schutz gestellt. 2005 wurde der inzwischen völlig ausgetrocknete Teich saniert und die Wasserfläche wiederhergestellt. Sofort nach Abschluss der Sanierung besiedelten zahlreiche Tiere das erneuerte Biotop. |        | 18.12.1980 |

## Ehemalige Naturdenkmäler
| Foto |                 | Name                  | ID     | Standort                      | Beschreibung | Fläche | Datum |
| ---- | --------------- | --------------------- | ------ | ----------------------------- | --- | ------ | ----- |
| 0    | Datei hochladen | Linde in Nachdemsee   | gnd532 | Altmünster                    | |        |       |
| 0    | Datei hochladen | Eibe                  | gnd166 | Bad Goisern am Hallstättersee | Die Eibe in Lasern war mit einem geschätzten Alter von 800 bis 1000 Jahren und einem Stammumfang (gemessen in 1,5 m Höhe) von 3 m einer der bedeutendsten Bäume dieser Art in Oberösterreich.                                                                                         |        |       |
| 0    | Datei hochladen | Rosskastanie          | gnd169 | Bad Ischl                     | Die Rosskastanie an einer Straßenkreuzung in Kaltenbach hatte ein Alter von 100 bis 120 Jahren und einen Stammumfang von 3,63 m. |        |       |
| 1    | Datei hochladen | Mammutbaum            | gnd133 | Gmunden Standort              | Der Mammutbaum (Sequoiadendron giganteum) befand sich auf der Esplanade in Gmunden südwestlich des Esplanadencafes in Gmunden. Dieser in Oberösterreich sehr selten vorkommende Baum hatte eine Höhe von rund 18 m, einen Kronendurchmesser von 10 m und einen Stammumfang von 4,6 m. |        |       |
| 0    | Datei hochladen | Platane               | gnd204 | Gmunden                       | Platane im Satoripark |        |       |
| 0    | Datei hochladen | Esche                 | gnd136 | Gmunden                       | Die Esche an der Zufahrt zu Schloss Ort hatte eine Höhe von rund 15 m, einen Kronendurchmesser von 15 m und einen Stammumfang von 3,45 m. Der ganze Baum war bis in die Zweige hinein dicht mit Efeu bewachsen.                                                                       |        |       |
| 0    | Datei hochladen | Linde                 | gnd502 | Gmunden                       | |        |       |
| 0    | Datei hochladen | Bergahorn             | gnd170 | Gosau                         | Der Bergahorn in der Ortschaft Ramsau hatte eine Höhe von 20 m, einen Kronendurchmesser von 15 m und einen Stammumfang von 3,6 m. |        |       |
| 0    | Datei hochladen | Linde in Weiterschlag | gnd449 | Grünau im Almtal              | |        |       |
| 0    | Datei hochladen | Eibe                  | gnd141 | Scharnstein                   | Die Eibe am Osteingang von Schloss Scharnstein hatte eine Höhe von rund 8 m und einen Kronendurchmesser von 12 m. Mit einem Stammumfang von 2,35 m zählte sie zu den mächtigsten Bäumen ihrer Art in Oberösterreich.                                                                  |        |       |
| 0    | Datei hochladen | Linde                 | gnd140 | Scharnstein                   | Die Mangerlinde befand sich in der Gemeinde Scharnstein. |        |       |

| Foto:                    | Fotografie des Naturdenkmals. Klicken des Fotos erzeugt eine vergrößerte Ansicht. Daneben finden sich zwei Symbole: \| Weitere Bilder vorhanden \| Das Symbol bedeutet, dass weitere Fotos des Objekts verfügbar sind. Durch Klicken des Symbols werden sie angezeigt. \| \| Eigenes Foto hochladen \| Durch Klicken des Symbols können weitere Fotos des Objekts in das Medienarchiv Wikimedia Commons hochgeladen werden. \| |
| Name:                    | Bezeichnung des Naturdenkmals laut offiziellen Quellen |
| ID                       | Identifikator |
| Standort:                | Es ist die Gemeinde und falls vorhanden die Adresse angegeben. Darunter sind die Katastralgemeinde (KG) und die Grundstücksnummer angeführt. Durch Aufruf des Links Standort wird die Lage des Denkmals in verschiedenen Kartenprojekten angezeigt. |
| Beschreibung             | Kurze Beschreibung des Naturdenkmals |
| Fläche                   | Fläche des Naturdenkmals in Hektar (ha) |
| Datum                    | Datum oder Jahr der Unterschutzstellung |
| Weitere Bilder vorhanden | Das Symbol bedeutet, dass weitere Fotos des Objekts verfügbar sind. Durch Klicken des Symbols werden sie angezeigt. |
| Eigenes Foto hochladen   | Durch Klicken des Symbols können weitere Fotos des Objekts in das Medienarchiv Wikimedia Commons hochgeladen werden. |